# Ormoy-le-Davien

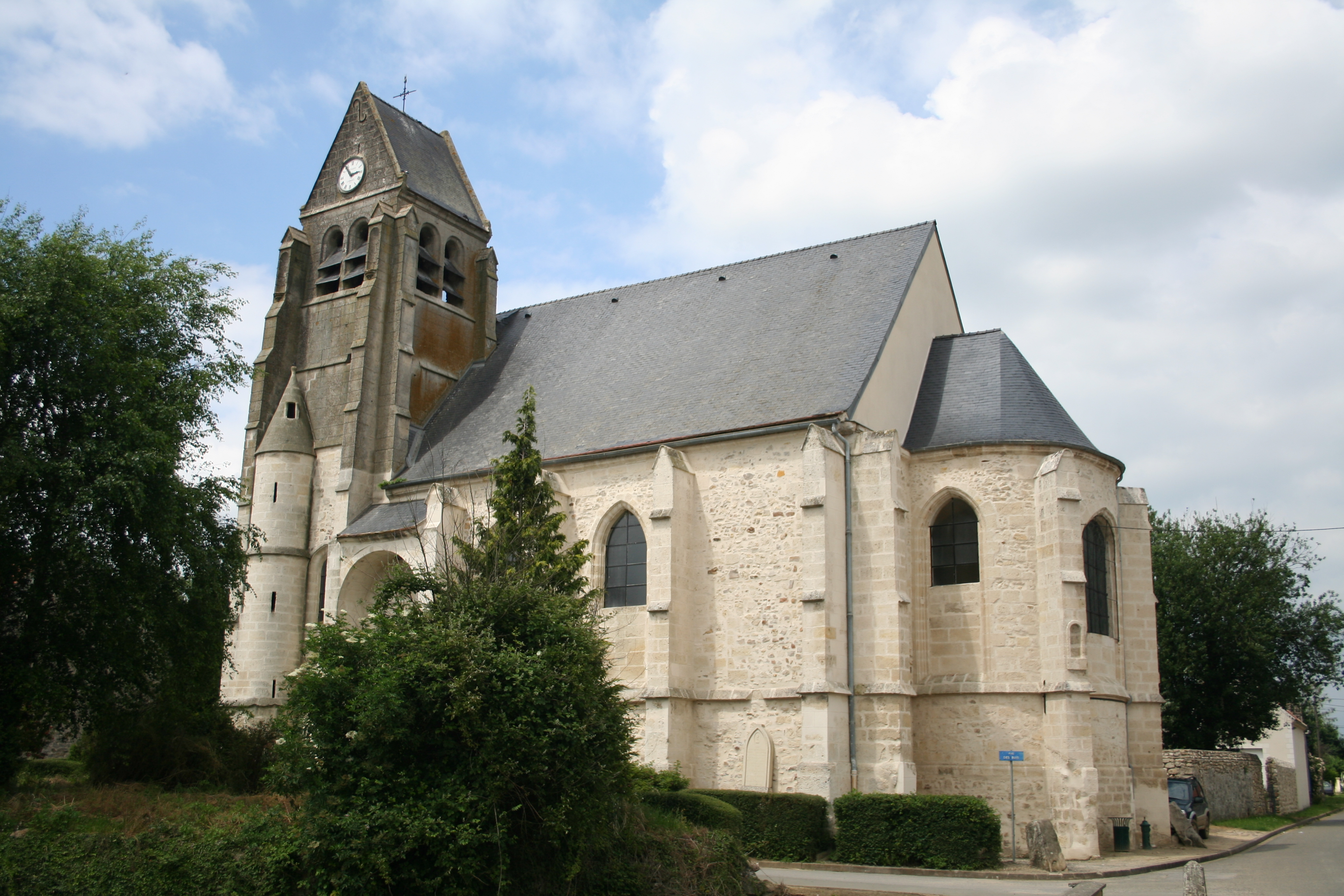
Kerk

Ormoy-le-Davien is een gemeente in het Franse departement Oise (regio Hauts-de-France) en telt 242 inwoners (2005). De plaats maakt deel uit van het arrondissement Senlis.

## Geografie
De oppervlakte van Ormoy-le-Davien bedraagt 3,9 km², de bevolkingsdichtheid is 62,1 inwoners per km².
De onderstaande kaart toont de ligging van Ormoy-le-Davien met de belangrijkste infrastructuur en aangrenzende gemeenten.

## Demografie
Onderstaande figuur toont het verloop van het inwonertal (bron: INSEE-tellingen).